# Михайловское (Лесной район)
Миха́йловское — село в Лесном муниципальном округе Тверской области. 

## География
Расположено в 11 километрах к северу от районного центра села Лесное.
Михайловская школа, расположенная в 1 км южнее села на берегу реки Полонухи, раньше относилась к селу, сейчас составляет отдельную деревню Аборяты.

## История
Село отмечено на карте 1775 года на территории Весьегонского уезда Тверского наместничества. В Списке населенных мест Тверской губернии 1859 года значится владельческое село Михайловское с православной церковью (130 вёрст от Весьегонска, 6 дворов, 26 жителей). Во второй половине XIX — начале XX века село было центром прихода и волости Весьегонского уезда. В 1889 году здесь 5 дворов, 19 жителей. Рядом с селом — крестьянский посёлок Ново-Михайловское (принадлежавший двум братьям Абориным из дворовых, затем приписанных к крестьянам Михайловской волости), в 1889 в Ново-Михайловском — 2 двора, 19 жителей, мельница, 100 десятин земли, выкупленной в 1869 году. В 1919 году в Михайловском — 14 дворов, 31 житель. В 1922 году село — центр Михайловской волости, в 1925 году — одноимённого сельсовета одноимённой волости Вышневолоцкого уезда.
В июле 1929 года из Михайловской волости был образован Михайловский район Бежецкого округа Московской области с центром в селе Смердынь. C 1931 года, после переименования села Смердынь в село Лесное, район стал называться Лесным, в котором село Михайловское — центр одноимённого сельсовета. С 1935 года в составе Калининской области.
В 1997 году — 63 хозяйства, 175 жителей. Администрация сельского округа, правление колхоза «Ленинский путь», неполная средняя школа, детсад, клуб, библиотека, медпункт, отделение связи, магазин.
С 1929 года село являлось центром Михайловского сельсовета Лесного района Бежецкого округа Московской области, с 1935 года — в составе Калининской области, с 1994 года — центр Михайловского сельского округа, с 2005 года — в составе Бохтовского сельского поселения, с 2019 года — в составе Лесного муниципального округа. 

## Население
| 1859 | 1997 | 2002 | 2008 | 2010 |
| ---- | ---- | ---- | ---- | ---- |
| 26   | ↗175 | ↘161 | ↘153 | ↘149 |

## Достопримечательности
- Церковь Вознесения (1749 год)[6];
- Памятник воинам-землякам, павшим в Великой Отечественной войне.